# 스프링 프레임워크
스프링 프레임워크(영어: Spring Framework)는 자바 플랫폼을 위한 오픈 소스 애플리케이션 프레임워크로서 간단히 스프링(Spring)이라고도 한다. 동적인 웹 사이트를 개발하기 위한 여러 가지 서비스를 제공하고 있다. 대한민국 공공기관의 웹 서비스 개발 시 사용을 권장하고 있는 전자정부 표준프레임워크의 기반 기술로 쓰이고 있다.

## 역사
로드 존슨이 2002년에 출판한 자신의 저서인 Expert One-on-One J2EE Design and Development 에 선보인 코드를 기반으로 시작하여 점점 발전하게 되었다.

이 프레임워크는 2003년 6월에 최초로 아파치 2.0 라이선스로 공개되었으며 주요 버전 이력은 다음과 같다.
- 1.0 : 2004년 3월
- 2.0 : 2006년 10월
- 2.5 : 2007년 11월
- 3.0 : 2009년 12월
- 3.1 : 2011년 12월
- 4.0 : 2013년 12월
- 5.0 : 2017년 9월
- 6.0 : 2022년 11월

2006년에 1.2.6 버전으로 Jolt Productive Award와 Jax Innovation Award를 수상하였다.

## 특징
스프링은 다른 프레임워크에 비해 다음과 같은 특징을 가진다.
- 경량 컨테이너로서 자바 객체를 직접 관리한다. 각각의 객체 생성, 소멸과 같은 라이프 사이클을 관리하며 스프링으로부터 필요한 객체를 얻어올 수 있다.
- 스프링은 Plain Old Java Object 방식의 프레임워크이다. 일반적인 J2EE 프레임워크에 비해 구현을 위해 특정한 인터페이스를 구현하거나 상속을 받을 필요가 없어 기존에 존재하는 라이브러리 등을 지원하기에 용이하고 객체가 가볍다.
- 스프링은 제어 반전(IoC : Inversion of Control)을 지원한다. 컨트롤의 제어권이 사용자가 아니라 프레임워크에 있어서 필요에 따라 스프링에서 사용자의 코드를 호출한다.
- 스프링은 의존성 주입(DI : Dependency Injection)을 지원한다. 각각의 계층이나 서비스들 간에 의존성이 존재할 경우 프레임워크가 서로 연결시켜준다.
- 스프링은 관점 지향 프로그래밍(AOP : Aspect-Oriented Programming)을 지원한다. 따라서 트랜잭션이나 로깅, 보안과 같이 여러 모듈에서 공통적으로 사용하는 기능의 경우 해당 기능을 분리하여 관리할 수 있다.
- 스프링은 영속성과 관련된 다양한 서비스를 지원한다. iBATIS나 하이버네이트 등 이미 완성도가 높은 데이터베이스 처리 라이브러리와 연결할 수 있는 인터페이스를 제공한다.
- 스프링은 확장성이 높다. 스프링 프레임워크에 통합하기 위해 간단하게 기존 라이브러리를 감싸는 정도로 스프링에서 사용이 가능하기 때문에 수많은 라이브러리가 이미 스프링에서 지원되고 있고 스프링에서 사용되는 라이브러리를 별도로 분리하기도 용이하다.

## 주요 모듈
스프링에서 사용되는 주요 모듈은 다음과 같다.

### 제어 역전 컨테이너
제어 역전(IoC: Inversion of Control) 컨테이너는 스프링의 가장 중요하고 핵심적인 기능으로서 자바의 반영(reflection)을 이용해서 객체의 생명주기를 관리하고 의존성 주입(Dependency Injection)을 통해 각 계층이나 서비스들간의 의존성을 맞춰준다. 이러한 기능들은 주로 환경설정을 담당하는 XML 파일에 의해 설정되고 수행되었으나 현재는 Auto Configuration을 사용한 야믈(YML, YAML)로 구성하기도 한다.

### 관점 지향 프로그래밍 프레임워크
스프링은 로깅이나 보안, 트랜잭션 등 핵심적인 비지니스 로직과 관련이 없으나 여러 곳에서 공통적으로 쓰이는 기능들을 분리하여 개발하고 실행 시에 서로 조합할 수 있는 관점 지향 프로그래밍(AOP)을 지원한다. 기존에 널리 사용되고 있는 강력한 관점 지향 프로그래밍 프레임워크인 AspectJ도 내부적으로 사용할 수 있으며, 스프링 자체적으로 지원하는 실행시(Runtime)에 조합하는 방식도 지원한다.

### 데이터 액세스 프레임워크
스프링은 데이터베이스에 접속하고 자료를 저장 및 읽어오기 위한 여러 가지 유명한 라이브러리, 즉 JDBC, iBATIS(MyBatis), 하이버네이트 등에 대한 지원 기능을 제공하여 데이터베이스 프로그래밍을 쉽게 사용할 수 있다.

### 트랜잭션 관리 프레임워크
스프링은 추상화된 트랜잭션 관리를 지원하며 XML 설정파일 등을 이용한 선언적인 방식 및 프로그래밍을 통한 방식을 모두 지원한다.

### 모델-뷰-컨트롤러 패턴
스프링은 웹 프로그램밍 개발 시 거의 표준적인 방식인 Spring MVC라 불리는 모델-뷰-컨트롤러(MVC) 패턴을 사용한다. DispatcherServlet이 Controller 역할을 담당하여 각종 요청을 적절한 서비스에 분산시켜주며 이를 각 서비스들이 처리를 하여 결과를 생성하고 그 결과는 다양한 형식의 View 서비스들로 화면에 표시될 수 있다.

### 배치 프레임워크
스프링은 특정 시간대에 실행하거나 대용량의 자료를 처리하는데 쓰이는 일괄 처리(Batch Processing)을 지원하는 배치 프레임워크를 제공한다.
기본적으로 스프링 배치는 Quartz 기반으로 동작한다.

### 스프링 부트
스프링 부트 확장 기능은 독립적인 운영 등급의 스프링 기반 애플리케이션을 만들기 위한 "설정보다 관습" 솔루션이다.

## 같이 보기
- 구글 주스
- 하이버네이트